# Pentapleura aino
Pentapleura aino är en stekelart som beskrevs av Sergey A. Belokobylskij 1997. Pentapleura aino ingår i släktet Pentapleura och familjen bracksteklar. Inga underarter finns listade i Catalogue of Life.